# باتريك سيمونز
باتريك سيمونز (بالإنجليزية: Patrick Simmons)‏ هو عازف قيثارة وموسيقي ومغني أمريكي، ولد في 19 أكتوبر 1948 في أبردين في الولايات المتحدة.

## وصلات خارجية
- باتريك سيمونز على موقع IMDb (الإنجليزية)
- باتريك سيمونز على موقع ميوزك برينز (الإنجليزية)
- باتريك سيمونز على موقع ديسكوغز (الإنجليزية)
- باتريك سيمونز على موقع قاعدة بيانات الفيلم (الإنجليزية)